# Genes, Brain and Behavior
Genes, Brain and Behavior (in italiano: Geni, Cervello e Comportamento) è una rivista scientifica per la valutazione tra pari nei settori della genetica comportamentale, neurale e psichiatrico.
Secondo il Journal Citation Reports, le fattore di impatto di questa rivista era 4,061 in 2010. È il fondatore e direttore Wim Crusio (CNRS e Università di Bordeaux, Francia). L'editor corrente è Andrew Holmes (National Institute on Alcohol Abuse and Alcoholism, Bethesda, MD, USA).